# Günter Parche
Günter Parche (* 4. Juli 1954 in Heringen/Helme, DDR; † August 2022 in Nordhausen) war ein deutscher Staatsbürger, von Beruf Dreher. Er verübte im Jahr 1993 ein Attentat auf die Tennisspielerin Monica Seles.

## Leben
Parche war ein fanatischer Verehrer von Steffi Graf, der damals führenden deutschen Tennisspielerin. Als Graf 1990 bei den German Open in Berlin im Endspiel von Seles besiegt wurde, empfand Parche dies als Katastrophe und trug sich mit Suizidgedanken. Sein damals entstandener Hass auf Seles verfestigte sich, als sie 1991 Graf an der Spitze der Tennis-Weltrangliste der Frauen ablöste.
Am 30. April 1993 griff er Seles deshalb bei einem Tennisturnier in Hamburg in einer Spielpause mit einem 25 Zentimeter langen Küchenmesser an und verletzte sie am Rücken. Die Verletzung war zwar physisch nicht schwerwiegend, die psychischen Folgen machten Seles aber schwer zu schaffen. Sie konnte erst über zwei Jahre später wieder ein Turnier spielen und erreichte nie wieder ganz ihre frühere Form.
Parche wurden in der Gerichtsverhandlung eine „hochabnorme Persönlichkeitsstruktur“ und verminderte Steuerungsfähigkeit bescheinigt. Wegen dieser Umstände wurde er nach sechsmonatiger Untersuchungshaft wegen gefährlicher Körperverletzung zu zwei Jahren Freiheitsstrafe auf Bewährung verurteilt.
Viele Menschen, unter ihnen auch Seles, empfanden die Strafe als unbefriedigend gering. Seles versuchte vergeblich als Nebenklägerin, im Berufungsverfahren der Staatsanwaltschaft eine höhere Strafe zu erreichen, und kündigte auch nach ihrer Rückkehr in den Profisport an, nicht mehr in Deutschland Tennis spielen zu wollen.
Parche lebte zuletzt nach mehreren Schlaganfällen in einem Pflegeheim im thüringischen Nordhausen. Dort starb er im August 2022 im Alter von 68 Jahren.